# Thou Shalt Not (film 1910)
Thou Shalt Not è un cortometraggio muto del 1910 diretto da David W. Griffith. Prodotto e distribuito dalla Biograph Company, il film fu girato a Pasadena. Era interpretato da Henry B. Walthall e da Marion Leonard.

## Trama
Edgar, che soffre di tosse e di debolezza, si reca dal medico, scoprendo così di essere malato di tisi. Il dottore gli consiglia di rompere il suo fidanzamento con l'amata Laura, illustrandogli i pericoli nei quali può incorrere la giovane sposandolo. Lei, però, non ci sta e, non credendo alle catastrofiche previsioni del medico, minaccia di buttarsi giù da una scogliera se Edgar la lascerà. Il giovane comincia a considerare i consigli del dottore con cortese indifferenza. Il medico, allora, lo pone davanti al caso di un bambino afflitto dalla terribile malattia: Edgar, spaventato, decide di seguire un piano per ingannare Laura. Finge di avere una relazione con un'altra, ingaggiando un'attrice che deve recitare la parte della sua amante. Il piano ha successo e, sebbene con la morte nel cuore, è felice di aver convinto Laura a rompere il fidanzamento.

## Produzione
Il film fu prodotto dalla Biograph Company. Venne girato nel 1910 in California, a Pasadena.

## Distribuzione
Distribuito dalla Biograph Company, il film - un cortometraggio in una bobina - uscì nelle sale cinematografiche statunitensi il 18 aprile 1910.